# Jimmy Brain
James Brain, noto come Jimmy (Bristol, 11 settembre 1900 – Barnet, 1971), è stato un calciatore e allenatore di calcio inglese.

## Palmarès

### Giocatore

#### Competizioni nazionali
- Campionato inglese: 1

Arsenal: 1930-1931
- Coppa d'Inghilterra: 1

Arsenal: 1929-1930
- Community Shield: 1

Arsenal: 1930